# Michel Roux-Spitz
Pour les articles homonymes, voir Michel Roux et Roux.
Michel Roux-Spitz, né le 13 juin 1888 à Lyon et mort le 14 juillet 1957 à Dinard, est un architecte français.

## Biographie
Fils de l'architecte lyonnais François Roux-Spitz, Michel Roux-Spitz entre à l’école régionale d’architecture de Lyon et s'inscrit à l'atelier Huguet le 4 octobre 1907. Il passe en 1re classe en juillet 1910. À partir d'octobre 1912, il fréquente l'atelier de Gaston Redon et d'Alfred-Henri Recoura à l'École nationale supérieure des beaux-arts de Paris. Il est lauréat du prix de Rome en 1920. 
Il s'installe à Paris à son retour de Rome en 1924. Influencé par Auguste Perret, il réalise un immeuble caractéristique de son style — avec bow-windows à trois pans sur la façade — au no 14 de la rue Guynemer à Paris. Il répète cette forme dans plusieurs réalisations, comme au quai d'Orsay, connues sous le nom de la « Série blanche ». 
Il est nommé rédacteur en chef de la revue L'Architecte entre 1925 et 1932, puis entre au comité de patronage de la revue L’Architecture d'aujourd'hui en 1930 et devient à nouveau rédacteur en chef de la revue L'Architecture française entre 1943 et 1950. Il utilise ces différentes tribunes pour défendre la position des architectes modernes mais s'oppose aux principes radicaux de Le Corbusier. Il est par ailleurs professeur de théorie à l'École nationale supérieure des beaux-arts en 1940.
Durant la Seconde Guerre mondiale, il est chargé de la résorption de l'îlot insalubre no 16 (dans les quartiers Saint-Gervais et Saint-Paul, dans le 4e arrondissement de Paris, Le Marais), avec Albert Laprade et Robert Danis.
Entre autres fonctions officielles, comme architecte en chef des bâtiments civils et palais nationaux, il devient architecte des Postes mais aussi architecte en chef de la Bibliothèque nationale en 1932 et ce jusqu'en 1953. Il réalise ainsi un réaménagement intérieur de l'actuel site Richelieu et la construction d'une annexe à Versailles. Le 29 mars 1945, il est nommé architecte en chef de la reconstruction du canton de Nantes. Son plan de reconstruction est définitivement approuvé en 1947. Il mène à bien le chantier de reconstruction de la ville pendant les dix années qui suivent. Son décès en 1957 ralentit un temps les travaux qui prennent fin dans le courant des années 1960 sous la direction de son collaborateur l'architecte et urbaniste nantais Yves Liberge, ainsi que de son fils Jean Roux-Spitz.
Il est inhumé au cimetière nouveau de Neuilly-sur-Seine.

## Principales réalisations

No 22, rue Cognacq-Jay, Paris (1929).

Nos 45-47, boulevard d'Inkermann, Neuilly-sur-Seine (1930).

N°29, rue de Montevideo, Paris 16e (1926-1928).

- 1924 : monument funéraire d'André Bouxin, Aubenton (Aisne).
- 1925 : château de Choulans ou de Tourelles, actuel Institut Cervantes à Lyon.
- 1925-1928 : immeuble 14, rue Guynemer dans le 6e arrondissement de Paris,  Inscrit MH (1986)[7], signé en façade.
- 1927 : monument aux morts du dirigeable Dixmude à Pierrefeu-du-Var[8]
- 1924-1929 : théâtre de la Croix-Rousse à Lyon.
- 1928 : école dentaire de Lyon.
- 1925-1930 : Monument à la Défense du Canal de Suez, Ismaïlia (Égypte). Avec Raymond Delamarre. Participation d'Emmanuel Guérin et Italo Santelli[9].
- 1928-1930 : immeuble d'angle, 7 place de Clichy / 2 rue Biot, dans le 17e arrondissement de Paris.
- 1929 : immeuble 89, quai d'Orsay et 22, rue Cognacq-Jay dans le 7e arrondissement de Paris.
- 1929 : immeuble 11, boulevard du Montparnasse dans le 6e arrondissement de Paris.
- 1929 : immeuble 36, boulevard des Italiens (Paris).
- 1929 : hôtel particulier, 215 rue Grande (Fontainebleau).
- 1929-1931 : immeuble 115, avenue Henri-Martin / rue Octave-Feuillet / rue  de Franqueville / rue Georges-Leygues (autrefois rue Henry-Litolff) dans le 16e arrondissement de Paris, où il installa son cabinet.
- 1930 : immeuble 45-47, boulevard d'Inkermann à Neuilly-sur-Seine (bâtiment remarquable au plan local d'urbanisme).
- 1930 : immeuble de logements et d'ateliers d'artistes pour Jean Perzel (dont les façades sont inscrites au titre des monuments historiques en 1986 et 2007)[10] au 3, rue de la Cité-Universitaire dans le 14e arrondissement de Paris.
- 1930 : agrandissement de l'usine de construction mécanique Delachaux à Gennevilliers (Hauts-de-Seine).
- 1930-1931 : 14, boulevard Suchet dans le 16e arrondissement de Paris[11].
- 1930-1933 : théâtre Nouvelle Génération à Lyon.
- 1931 : bureau de Poste Paris-Bourse.
- 1931-1933 : école nationale de céramique, rattachée à la manufacture nationale de Sèvres (inscrit MH).
- 1932 : annexe de la Bibliothèque nationale à Versailles.
- 1932-1935 : central des chèques-postaux au no 16 rue des Favorites, dans le 15e arrondissement de Paris.
- 1935-1938 : hôtel des Postes à Lyon.
- 1938 : villa Greystones 2, face à la mer à Dinard, propriété de l'architecte[12], située à la place de la villa Greystone 1, réplique des Roches Brunes[13].
- 1945-1950 : cité du Grand-Clos, route de Saint-Joseph à Nantes.
- 1947-1949 : cité des Hauts-Pavés, rue des Hauts-Pavés à Nantes.
- 1948-1950 : direction régionale des PTT à Paris.
- 1949-1958 : aménagement de la place de Bretagne à Nantes.
- 1951-1958 : aménagement de la rue du Calvaire à Nantes, terminé par Yves Liberge et Jean Roux-Spitz.
- 1951-1964 : CHU - Hôtel-Dieu de Nantes, terminé par Yves Liberge et Jean Roux-Spitz.
- 1955-1961 : hôpital de Dijon achevé par Jean Roux-Spitz.
- 1956-1959 : hôtel de ville de Saint-Nazaire.
- ?  : tombe de la famille Barral au cimetière ancien de Villeurbanne (architecte : Charles Georges Cassou).

## Publications
- Michel Roux-Spitz, « Contre le nouveau formalisme », L'Architecture d'aujourd'hui, no 3, avril 1932, p. 61-63 ; réédité sous le titre Contre le nouveau formalisme, suivi de Vers un nouvel ordre…, éd. Altamira, 1994.